# Contea di Kangping
La contea di Kangping (康平县S, Kāngpíng XiànP) è una contea della Cina, situata nella provincia di Liaoning e amministrata dalla prefettura di Shenyang.